# Temporada 1983-1984 del RCD Espanyol
Dades de la Temporada 1983-1984 del RCD Espanyol.

## Fets Destacats
- 29 de juliol de 1983: Amistós: CF Puigcerdà 2 - Espanyol 10[5]
- 6 d'agost de 1983: Torneig Costa Daurada: Espanyol 0 - Dundee United 2[6]
- 7 d'agost de 1983: Torneig Costa Daurada: Espanyol 1 - València CF 1[7]
- 26 d'agost de 1983: Torneig Ciutat de Barcelona: Espanyol 1 - Reial Madrid 5[8]
- 3 de setembre de 1983: Lliga: Espanyol 1 - Atlètic de Madrid 4[9]
- 9 d'octubre de 1983: Lliga: València CF 4 - Espanyol 0[10]
- 20 de novembre de 1983: Lliga: Reial Saragossa 2 - Espanyol 4[11]
- 14 de desembre de 1983: Lliga: Espanyol 1 - FC Barcelona 0[12]
- 28 de desembre de 1983: Amistós: Algèria 0 - Espanyol 1[13]
- 15 de gener de 1984: Lliga: Espanyol 4 - Reial Betis 1[14]
- 22 d'abril de 1984: Lliga: FC Barcelona 5 - Espanyol 2[15]

## Resultats i Classificació
- Lliga d'Espanya: Desena posició amb 33 punts (34 partits, 10 victòries, 13 empats, 11 derrotes, 42 gols a favor i 44 en contra).
- Copa d'Espanya: Fou eliminat pel Gimnàstic de Tarragona a la primera ronda, eliminatòria que es resolgué per penals (Espanyol-Gimnàstic 1-0, Gimnàstic-RCD Espanyol 2-1 (penals 7-6).
- Copa de la Lliga: Eliminà el Reial Múrcia a setzens de final, quedà exempt a vuitens, però fou eliminat per l'Atlètic de Madrid a quarts de final.

## Plantilla
| P   | Jugador                | Lliga | Lliga | Copa d'Espanya | Copa d'Espanya | Copa de la Lliga | Copa de la Lliga |
| P   | Jugador                | PJ    | G     | PJ             | G              | PJ               | G                |
| --- | ---------------------- | ----- | ----- | -------------- | -------------- | ---------------- | ---------------- |
| POR | Thomas N'Kono          | 33    | -34   | 2              | -2             | 4                | -8               |
| POR | Manuel H. Domínguez    | 4     | -10   | -              | -              | -                | -                |
| POR | Miquel Duran           | -     | -     | -              | -              | -                | -                |
| DEF | Miguel Ángel           | 30    | 5     | 2              | -              | 4                | -                |
| DEF | Antoni Arabí           | 30    | -     | 1              | -              | 1                | -                |
| DEF | Froilán Maldonado      | 27    | -     | -              | -              | -                | -                |
| DEF | Job                    | 25    | 2     | 2              | -              | -                | -                |
| DEF | Miquel Soler           | 22    | -     | 2              | -              | -                | -                |
| DEF | Miquel Corominas       | 11    | 2     | 1              | -              | 3                | 1                |
| DEF | Josep Maria Gallart    | 11    | -     | 2              | -              | 4                | -                |
| DEF | Dani Cabezas           | 3     | -     | -              | -              | -                | -                |
| DEF | Robi                   | 2     | -     | 1              | -              | -                | -                |
| MIG | John Lauridsen         | 32    | 1     | 2              | 1              | 2                | -                |
| MIG | Manuel Zúñiga          | 31    | 8     | 2              | -              | 4                | -                |
| MIG | Diego Orejuela         | 28    | -     | -              | -              | 4                | 2                |
| MIG | Fernando Molinos       | 25    | -     | 2              | -              | 4                | -                |
| MIG | Bartolomé Márquez      | 19    | 6     | 2              | -              | 4                | 2                |
| MIG | José Manuel Lacalle    | 3     | -     | -              | -              | 2                | -                |
| MIG | Josep Miquel Samper    | 1     | -     | -              | -              | -                | -                |
| MIG | José Francisco Morilla | -     | -     | -              | -              | -                | -                |
| DAV | Orlando Giménez        | 30    | 10    | 2              | -              | 4                | 2                |
| DAV | Jesús Orejuela         | 27    | 5     | 1              | -              | 4                | 1                |
| DAV | Albert Forcadell       | 16    | 2     | -              | -              | 4                | -                |
| DAV | Eduard Mauri           | 15    | -     | 1              | -              | 1                | -                |
| DAV | Santiago Palanca       | 7     | -     | 1              | 1              | 2                | -                |